# Júlíus Magnússon
Pour les articles homonymes, voir Magnusson.
Júlíus Magnússon, né le 28 juin 1998 en Islande, est un footballeur international islandais, qui évolue au poste de milieu défensif à Elfsborg.

## Biographie

### En club
Né en Islande, Júlíus Magnússon est formé par le club local du Víkingur Reykjavik. Joueur prometteur, il impressionne par sa technique, ses courses et son sens du placement notamment, qui parviennent à convaincre le SC Heerenveen de le recruter. Magnússon rejoint ainsi les Pays-Bas en 2015 alors qu'il n'a que seize ans, pour s'engager avec le club néerlandais. 
Le 12 mai 2017, Magnússon signe un nouveau contrat de deux ans avec le SC Heerenveen.
Júlíus Magnússon fait ensuite son retour au Víkingur Reykjavik en janvier 2019. Il joue son premier match en professionnel avec ce club, le 1er mars 2019, lors d'une rencontre de Coupe de la Ligue islandaise contre le ÍF Grótta. Il est titularisé et son équipe s'impose par trois buts à deux. Il inscrit son premier but en professionnel dans cette compétition, le 9 mars suivant, contre le ÍBK Keflavík. Titulaire, il ne peut empêcher la défaite de son équipe (2-4 score final).
Il remporte son premier trophée avec le Víkingur Reykjavik, en étant titularisé le 14 septembre 2019, lors de finale de la Coupe d'Islande contre le FH Hafnarfjörður. Son équipe s'impose par un but à zéro ce jour-là.
Magnússon remporte une deuxième fois la coupe d'Islande, partant titulaire lors de la finale le 16 octobre 2021 face au ÍA Akranes. Son équipe l'emporte par trois buts à zéro,.
Le 9 février 2023, Júlíus Magnússon rejoint la Norvège afin de s'engager en faveur du Fredrikstad FK pour un contrat de trois ans, plus une année supplémentaire en option.

### En sélection
Júlíus Magnússon représente l'équipe d'Islande des moins de 17 ans. Au total il joue neuf matchs avec cette sélection, tous en 2014. Il officie également comme capitaine à trois reprises.
Le 9 juin 2022, Júlíus Magnússon honore sa première sélection avec l'équipe nationale d'Islande face à Saint-Marin. Il entre en jeu à la place de Aron Elís Þrándarson et son équipe l'emporte par un but à zéro,.

## Palmarès
Víkingur Reykjavik
- Championnat d'Islande (1) :
  - Champion : 2021.
- Coupe d'Islande (3) :
  - Vainqueur : 2019, 2021 et 2022.